# SUSE Linux Enterprise Desktop
SUSE Linux Enterprise Desktop (SLED) – dystrybucja systemu operacyjnego Linux stworzona przez firmę SUSE i przeznaczona do użytku biznesowego. System jest znany również jako Novell Linux Desktop. Nowe wersje systemu są wydawane co 24-36 miesięcy. Są również dostępne tak zwane „service packs” wydawane co 9-12 miesięcy.
Produkty SUSE Linux Enterprise (włączając w to SLED) są znacznie intensywniej testowane niż produkty openSUSE. Strategia ta ma na celu stworzenie bardziej dojrzałych i stabilnych wersji które można będzie stosować w biznesie.
SLED wyposażony jest w programy takie jak Novell Evolution, Adobe Reader, czy też RealPlayer. System ten budowany jest na bazie SUSE Linux Enterprise Server oraz innych produktów SUSE Linux Enterprise.

## Zastosowanie biurowe
Pomimo że liczba użytkowników Linuksa wciąż rośnie, rzadko był on adaptowany do pracy biurowej.
Większość dostawców Linuksa jest skoncentrowana na niektórych aspektach zastosowania tego systemu. Wersie Linuksa przeznaczone na komputery stacjonarne są przystosowane głównie do aplikacji technicznych (CAD, EDA, inżynieria oprogramowania) oraz „mieszanych funkcji” (kasy biletowe, biura informacji).
Pracując nad SLED 10 Novell skupił się nad możliwościami zastosowania w biznesie, poprzez spełnienie podstawowych potrzeb pracowników biurowych. SLED stał się mocną konkurencją dla Microsoft Windows. Do najczęstszych potrzeb pracowników biurowych zaliczamy oprogramowanie biurowe, przeglądarkę internetową, komunikator internetowy i oprogramowanie do pracy grupowej. Novell chciał spełnić te potrzeby poprzez kompatybilność z produktami konkurencji, takimi jak Microsoft Office, Microsoft Active Directory, Microsoft Exchange, czy też produkowanym przez siebie Novell GroupWise.
SLED wyposażony jest również w wyszukiwarkę Beagle, przypominającą Spotlight z systemu OS X 10.4. Xgl w parze z Compiz zapewnia zaawansowane efekty graficzne. System umożliwia również łatwe podłączenie aparatów cyfrowych i iPodów oraz odtwarzanie plików mp3 za pomocą programu Banshee.

## Innowacje
Prace Novella nad SUSE Linux Enterprise Desktop przyniosły wiele nowych możliwości dla platformy Linux dla komputerów stacjonarnych. Oto niektóre z nich:

### Efekty graficzne pulpitu

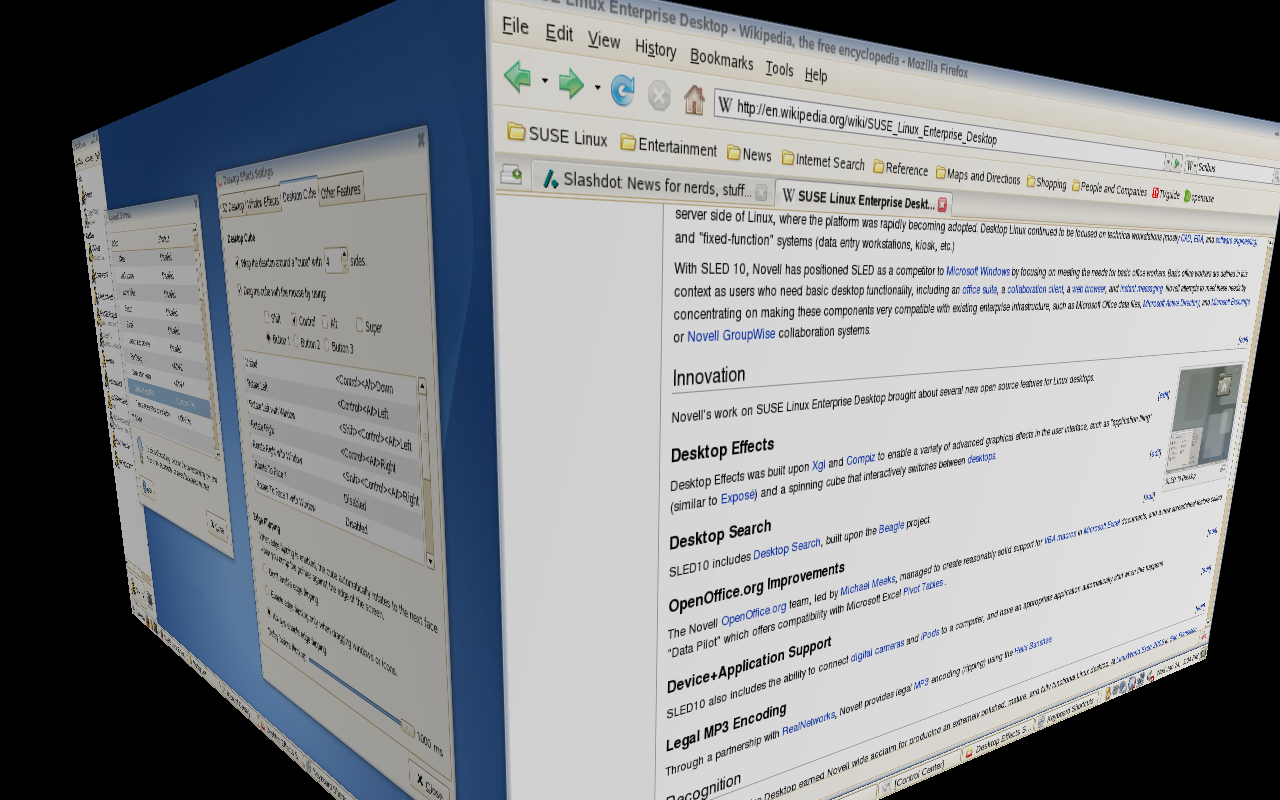
XGL

Efekty pulpitu zostały zbudowane z użyciem Xgl i Compiz. Uzyskano różne efekty graficzne interfejsu użytkownika, takie jak „dachówka programów” (podobne do Exposé) oraz obracającą się kostkę, za pomocą której można zmieniać pulpity pracy.

### Wyszukiwanie
SLED 10 jest wyposażony w wyszukiwarkę opartą na Beagle.

### Poprawiony OpenOffice.org
Dział Novella odpowiedzialny za rozwój programu OpenOffice.org, kierowany przez Michaela Meeksa, stworzył solidne wsparcie dla makr VBA w dokumentach stworzonych w Microsoft Excel, oraz nową możliwość arkusza kalkulacyjnego nazwaną „pilotem danych”, która oferuje kompatybilność z tabelami przestawnymi z Excela.

### Wspieranie urządzeń i oprogramowania
SLED jest w stanie współpracować z kamerami cyfrowymi i IPodami, oraz jest wyposażony w oprogramowanie do obsługi tych urządzeń. Oprogramowanie to rozpoczyna pracę zaraz po podłączeniu urządzenia.

### Legalne odtwarzanie MP3
Poprzez współpracę z RealNetworks Novell umożliwia legalne odtwarzanie i ripping MP3 używane w Helix Banshee.

## Twórcy
Prace firmy Novell nad SUSE Linux Enterprise Desktop 10 były kierowane przez Nata Friedmana, jednego z założycieli Ximian. Z Natem współpracowali byli specjaliści z Ximian i SUSE, między innymi Guy Lunardi i Kelli Frame.

## Partnerstwo
Wiele firm produkuje komputery z zainstalowanym SLED. Oto przykłady:
- HP oferuje notebooki z zainstalowanym SLED 11.
- Micro-Star International oferuje notebooki z zainstalowanym SLED 10
- Sun Microsystems wcześniej używał SLED jako podstawę pod Java Desktop System.